# ランプランド (小惑星)
ランプランド (1767 Lampland) は、小惑星帯の小惑星のひとつ。1962年9月7日にゲーテ・リンク天文台で発見された。
アメリカ合衆国の天文学者、カール・ランプランドに因んで名付けられた。